# تایلر آستین
تایلر آستین (انگلیسی: Tyler Austin؛ زادهٔ ۶ سپتامبر ۱۹۹۱) بازیکن بیس‌بال اهل ایالات متحده آمریکا است.
از باشگاه‌هایی که در آن بازی کرده‌است می‌توان به نیویورک یانکیز اشاره کرد.
وی در مسابقات کشوری و بین‌المللی در مجموع برندهٔ ۱ مدال نقره شده‌است.